# 恋愛バトルロワイヤル
『恋愛バトルロワイヤル』（れんあいバトルロワイヤル）は、Netflixにより製作され、2024年8月29日より配信されている配信ドラマ。日本製作のNetflixドラマとしては初のオリジナル学園ドラマ。主演は見上愛。合併による共学化に伴い男女交際禁止の校則が制定されたエリート校で始まる疑心暗鬼の生徒同士のリーク。突如現れた“ラブ・キーパー”なるSNSアカウント。校則違反した生徒を次々と退学させる学校側と生徒達とのバトル。生徒たちの恋愛、友人との関係の変化、教師や家族らと関わることで成長する現代の学生たちの姿を描いた。

## 製作
本作は、男女交際を禁じる校則に違反したとして自主退学勧告を受け、高校を退学した元生徒の女性が「校則は社会通念に照らして不合理だ」と2021年に実際に学校側を訴えた出来事が企画の元になっている。そこから現代の若者の恋愛観を幅広く調査し、集められた意見を投影させながら物語を紡いでいったという。

## 登場人物

### 主要人物
有沢唯千花（ありさわ いちか）
演 - 見上愛（幼少期：鈴木咲）
薙刀部所属で生徒会の会計。あるきっかけから“ラブキーパー”としての活動を始める。2年D組。
真木陵悟（まき りょうご）
演 - 宮世琉弥
バスケ部のエース。父は県知事、兄は自身が通う高校の教師。2年D組。

### 明日蘭学院

#### 生徒会
梨木祐真 (なしき ゆうま）
演 - 中山翔貴
生徒会長。一ノ瀬るかと禁断の恋をしている。2年D組。
藤野紗和（ふじの さわ）
演 - 秋田汐梨
副会長。生徒会の“ウサギ狩り”を主導。書記の悠月に想いを寄せる。2年D組。
桜井悠月（さくらい ゆづき）
演 - 碧木愛莉
書記。紗和から想いを寄せられるものの、自身は神田のことを気にしている。2年D組。
神田篤史（かんだ あつし）
演 - 水沢林太郎（幼少期：佐藤遙灯）
会計を担当。唯千花とは幼い頃に接点があったが彼女は憶えていない。2年B組。
古賀優希
演 - 大政凜
庶務。ウサギ狩り1。
瀬尾藍華
演 - みゅう
広報。
関谷瑠奈
演 - 石川古都
広報。ウサギ狩り2。
井口奏太
演 - 細窪璃人
書記。ウサギ狩り3。
橋本菜穂
演 - 柳本璃音
庶務。ウサギ狩り4。
中村綾乃
演 - 松田美優莉
庶務。
- 前田龍平[11]

#### 教職員
幾島葉子
演 - 寺島しのぶ
校長。前身の蘭花女学院の出身で、ある理由から頑なに男女交際禁止を主導する。
真木悠人（まき ゆうと）
演 - 浅香航大
数学教師。陵悟の兄。同僚の有希と交際しつつ、生徒の緒方あやみとも関係を持つ。
篠田有希（しのだ ゆき）
演 - 穂志もえか
スクールカウンセラー。悠人の恋人。学校の相談窓口サイト「School Post」管理人。美山飛鳥から想いを寄せられている。
宗田
演 - 戸田昌宏
教頭。
井沢
演 - 板橋駿谷
教師。バスケ部顧問。
峰岸
演 - 遊井亮子
教師。
徳井
演 - 梅舟惟永
教師。

#### その他生徒
美山飛鳥（みやま あすか）
演 - 豊田裕大
真木の親友で同じバスケ部に所属、2年D組。スクールカウンセラーの篠田に積極的にアプローチする。
小森恵麻（こもり えま）
演 - 尾碕真花
唯千花の親友で同じ薙刀部に所属。2年D組。
緒方あやみ（おがた あやみ）
演 - 和内璃乃
チア部所属。教師の真木悠人と交際している。2年B組。
一ノ瀬るか（いちのせ るか）
演 - 本田響矢
2年A組。実は生徒会長の祐真と付き合っている。
乃南心春（のなみ こはる）
演 - 兼光ほのか
チア部所属。唯千花が“ラブキーパー”になるきっかけを作る。2年B組。
北川莉子
演 - 松村キサラ
イケメン大好きミーハー女子。
中江涼音
演 - 石田夢実
コーラス部員。悠月の友人。2年D組。
レギュラー生徒
演 - 澤田百、大原由暉、宮内巽、窪田彩乃、神嶋里花、安光隆太郎、石川未楽（坂田梨依紗）、河原仁美、明希咲歩（野久保花梨）、本田遥（飯田優梨奈）、平野桜子、川﨑帆々花、下野はな（久米陽菜）、怒賀音符（君嶋希美）、紫音琉花（テイラー亜里沙）、小野寺恵人、段隆作、三谷麟太郎、加賀義也（遠藤貴樹）ほか

### 生徒の家族

#### 有沢唯千花の親族
有沢千尋（ありさわ ちひろ）
演 - 吉田羊
唯千花の母。元夫の連帯保証人として多額の借金を背負わされ、昼のハウスキーパーと夜の仕事を掛け持ちしている。
三島陽一（みしま よういち）
演 - 眞島秀和
千尋の離婚した夫で唯千花の父。浮気に借金と典型的なダメ男。

#### 真木家
真木奈那子（まき ななこ）
演 - 奥貫薫
陵悟、悠人の母。夫の暴力に耐えながらも、陵悟を献身的に支える優しい母親。
真木彰（まき あきら）
演 - 石黒賢
陵悟、悠人の父で県知事。外面だけはいいが家庭ではDV夫。

#### 神田家
神田十和子（かんだ とわこ）
演 - 矢田亜希子
篤史の母。三島陽一とかつて不倫していた。
神田哲郎
演 - 水橋研二
篤史の父。

#### その他家族
小森佳乃
演 - 吉沢梨絵
小森恵麻の母親。
あやみの母
演 - 宮澤美保
緒方あやみの母。

### その他
安西玲奈（あんざい れいな）
演 - 山崎紘菜
有希の友人の弁護士。

### ゲスト

#### 第1話
男A、男B、男C
演 - 水間ロン（第2話・第3話）、松本亮（第2話・第3話）、関本柊（第2話 - 第4話）
有沢母娘を追い回す借金の取立て屋。
宮田真凛、岩倉颯太
演 - 中村莉久（第2話・最終話）、山崎竜太郎（第2話・最終話）
ラブホテルを利用する明日蘭学院の生徒カップル。ラブキーパーとなった唯千花によって救われる。
主婦、娘
演 - 大竹一重、本間愛波
ハウスキーパーとして働く千尋が腰痛で倒れた家の家族。
あっくん
演 - 西谷星七（第2話）
恵麻の彼氏。
- 紺野ふくた[33] ほか

#### 第2話
ママ
演 - 片岡礼子（最終話）
千尋が借金返済の為に働くことになったスナックのママ。

#### 第3話
入澤柊
演 - 菊池銀河（第7話・最終話）
明日蘭学院コーラス部員。コーチに未来と二人で合わせるよう言われてから彼女のことを気になりだす。
戸田未来
演 - 花坂椎南（第7話・最終話）
同コーラス部員。涼音の友人。
部長
演 - 東宮綾音（最終話）
同コーラス部の部長。
女子部員
演 - 中野歩（最終話）
同コーラス部員。入澤柊と戸田未来の仲をリークする。
コーチ
演 - 浅野千鶴
コーラス部のコーチ。

#### 第4話
垣根、理事1、理事2
演 - 嶋田久作（最終話）、遠藤たつお、中田春介
明日蘭学院の理事たち。
及川真利亜、手島朝陽
演 - 中村守里（最終話）、木村風太（最終話）
家族ぐるみで熱心なカトリック信者の学内カップル。親にも相談できないため、ラブキーパーに払う金がない。
講師
演 - 植原裕美
修学旅行の食事マナー研修の講師。

#### 第5話
店員
演 - 仁科咲姫
悠人と有希が訪れたジュエリーショップの店員。
家政婦
演 - 田中裕夏子（第7話）
藤野家の家政婦。

#### 第6話
池谷光希
演 - 藤江琢磨
ナンパして心春と付き合う大学生の彼氏。
池谷の友人、女性
演 - 山下新生、成海花音
明日蘭学院の文化祭に訪れた池谷の友人とその彼女。
店員
演 - 百瀬あのん
池谷と心春が訪れたファーストフード店の店員。

#### 第7話
店員
演 - 柚月茉衣（最終話）
有希がよく利用するラウンジの店員。
助産師
演 - 土井きよ美
小森恵麻の出産を担当した助産師。

#### 最終話
山脇裕貴
演 - 飯田基祐
明日蘭学院側の弁護士。
裁判長
演 - 谷藤太（第1話）
原告の唯千花が学校を訴えた裁判の裁判長。
外商
演 - 山本章博（第1話）
あやみの母親が利用する外商の男性。

## スタッフ
- 監督 - 松本壮史[5]、太田良[5]、安川有果[5]
- 脚本 - 篠﨑絵里子[5]、首藤凜[5]
- 音楽 - 横山克、鞍馬由太、久保暖
- エグゼクティブ・プロデューサー - 岡野真紀子[5]
- プロデューサー - 梶原富治[5]、北澤卓哉[5]
- ラインプロデューサー - 三好保洋
- 制作プロダクション - ROBOT
- 原案・企画・製作 - Netflix

### 配信日程
| 配信回      | 配信日        | サブタイトル                    | 脚本       | 監督     | 配信時間 |
| ----------- | ------------- | ------------------------------- | ---------- | -------- | -------- |
| エピソード1 | 2024年8月29日 | 私の青春が始まって終わった日    | 篠﨑絵里子 | 松本壮史 | 44分     |
| エピソード2 | 2024年8月29日 | ウサギ狩り                      | 篠﨑絵里子 | 松本壮史 | 50分     |
| エピソード3 | 2024年8月29日 | 初恋のコーラス                  | 首藤凜     | 松本壮史 | 46分     |
| エピソード4 | 2024年8月29日 | 恋なんかしない方がいい3つの理由 | 篠﨑絵里子 | 安川有果 | 51分     |
| エピソード5 | 2024年8月29日 | 同性愛は恋愛じゃないんですか?   | 首藤凜     | 安川有果 | 52分     |
| エピソード6 | 2024年8月29日 | 恋する文化祭                    | 篠﨑絵里子 | 太田良   | 54分     |
| エピソード7 | 2024年8月29日 | 誰かを好きになるのは罪ですか    | 首藤凜     | 太田良   | 50分     |
| エピソード8 | 2024年8月29日 | 私の人生は私が掴み取る          | 篠﨑絵里子 | 太田良   | 52分     |